# Epilobium nutantiflorum
Epilobium nutantiflorum är en dunörtsväxtart som beskrevs av M. Smejkal. Epilobium nutantiflorum ingår i släktet dunörter, och familjen dunörtsväxter. Inga underarter finns listade i Catalogue of Life.